# Andreas Freytag (Wirtschaftswissenschaftler)
Andreas Freytag (* 23. Oktober 1962 in Kiel) ist ein deutscher Wirtschaftswissenschaftler und Hochschullehrer.

## Leben und Wirken
Nach einer Banklehre studierte Freytag Volkswirtschaftslehre an der Christian-Albrechts-Universität zu Kiel. Dort arbeitete er auch als studentische Hilfskraft für Herbert Giersch, Professor an dieser Universität und Präsident des Instituts für Weltwirtschaft.
Er promovierte bei Juergen B. Donges, Professor an der Universität zu Köln und Direktor des „Instituts für Wirtschaftspolitik“. Ab 1995 war Freytag Geschäftsführer dieses Instituts.
Seit 2003 hat Freytag den Lehrstuhl für Wirtschaftspolitik an der Friedrich-Schiller-Universität Jena inne.
Freytag ist einer der Autoren des INSM-Blogs "ÖkonomenBlog".